# 巴特勒冰原島峰
68°3′S 62°24′E / 68.050°S 62.400°E
巴特勒冰原島峰（英語：Butler Nunataks）是南極洲的冰原島峰，位於麥克羅伯特森地，屬於弗拉姆山脈的一部分，處於特溫托普山以北，現時由南極條約體系管理。